# WMLScript
WMLScript è un dialetto del JavaScript utilizzato all'interno delle pagine WML e fa parte del Wireless Application Protocol.
WMLScript è un linguaggio di scripting client-side molto simile a JavaScript. Come JavaScript, viene utilizzato per compiti come validazione degli input utente, generazione di messaggi di errore, gestione di dialog-box ecc.
WMLScript è basato su ECMAScript, la versione JavaScript standardizzata. La sintassi è simile a JavaScript ma non completamente compatibile.
La differenza principale sta nel fatto che JavaScript può essere incluso all'interno della pagina HTML mentre WMLScript viene sempre inserito in un file separato rispetto alla pagina. Per fare riferimento al file contenente il codice WMLScript, si utilizza una Url dall'interno della pagina.